# Vaihingen an der Enz
Vaihingen an der Enz – miasto w Niemczech, w kraju związkowym Badenia-Wirtembergia, w rejencji Stuttgart, w regionie Stuttgart, w powiecie Ludwigsburg, siedziba wspólnoty administracyjnej Vaihingen an der Enz.
Leży nad rzeką Enz, ok. 18 km na zachód od Ludwigsburga, przy drodze krajowej B10 i linii kolejowej Mannheim – Stuttgart ze stacją Vaihingen (Enz).

## Galeria

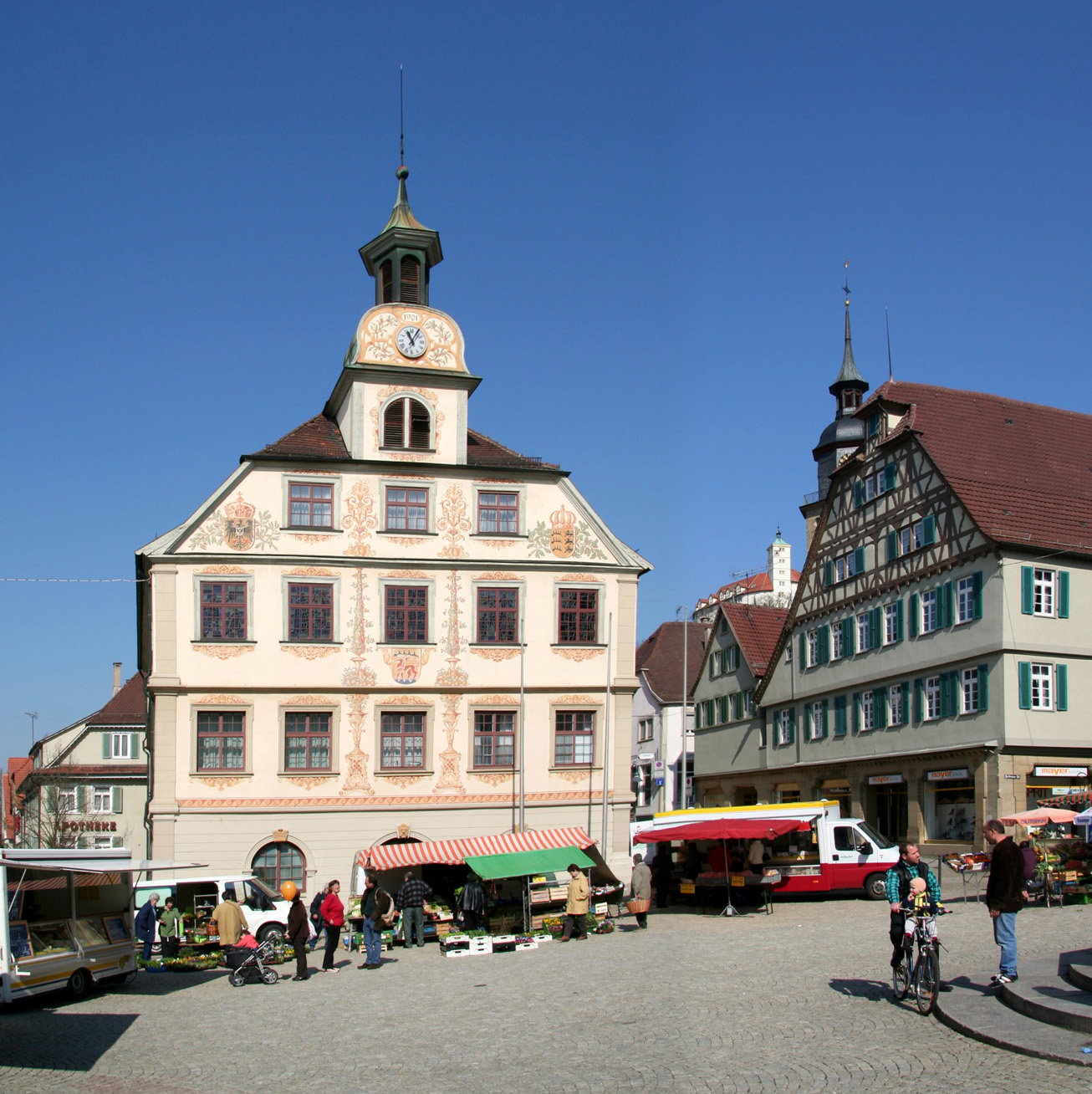
Ratusz

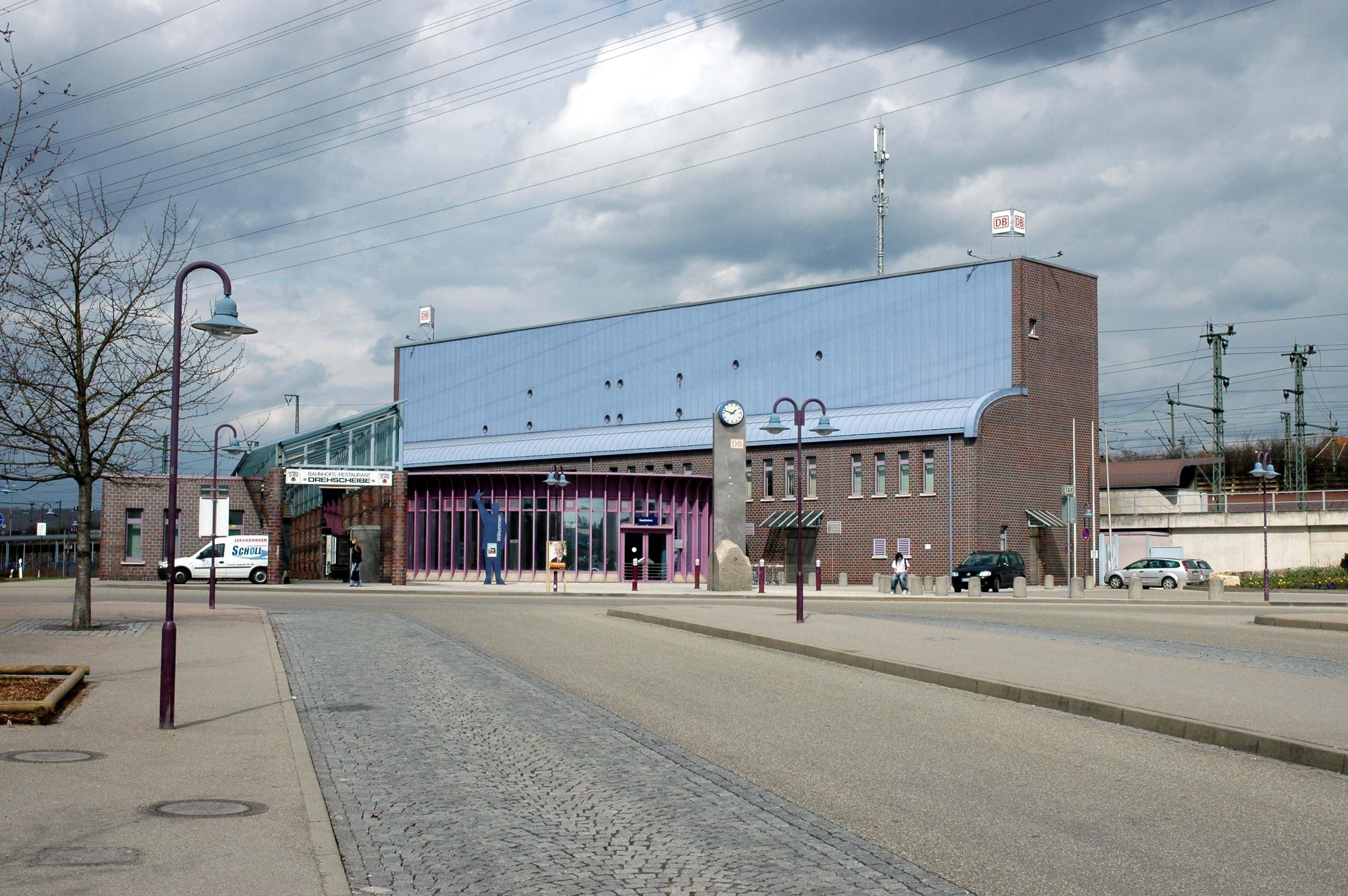
Dworzec kolejowy

## Ludzie urodzeni w Vaihingen an der Enz
- Jacob Friedrich von Abel (1751-1829), filozof
- Friedrich Kellner (1885-1970), socjaldemokrata
- Konstantin von Neurath (1873-1956), dyplomata, minister spraw zagranicznych Niemiec w latach 1932–1938 i protektor Czech i Moraw w latach 1939–1941

## Współpraca
- Kőszeg, Węgry